# Microspermum michoacanum
Microspermum michoacanum (ili Piqueriopsis michoacana), biljna vrsta iz porodice glavočika, meksički endem iz države Michoacán koji se vodi i pod monotipičnim rodom Piqueriopsis

## Opis roda Piqueriopsis
Piqueriopsis je poseban rod jedne meksičke vrste koja raste među stijenama u staništu toka lave (mal pais). Od Pikverije se razlikuje po 4-režnjevitim vjenčićima i 8-10 rebrastih cipsela. Turnerov smještaj u Microspermum nije podržan molekularnim filogenetskim podacima.

## Sinonimi
- Piqueriopsis michoacana R.M.King in Brittonia 17: 352 (1965)